# Breaker High
Breaker High is een komische dramaserie voor de jeugd die in 1997 en 1998 uitgezonden werd op de Amerikaanse zender UPN. In Nederland werd de serie rond 2000/2001 uitgezonden op Fox Kids.
De serie gaat over een groep tieners op een highschool die zich bevindt op een cruiseschip. Een reis vol avontuur, liefde, passie, komedie en een vleugje educatie.
De serie werd geproduceerd door Saban Entertainment.

## Rolverdeling
| Personage          | Gespeeld door    |
| ------------------ | ---------------- |
| Sean Hanlon        | Ryan Gosling     |
| Jimmy Farrell      | Tyler Labine     |
| Tamira Goldstein   | Rachel Wilson    |
| Cassidy Cartwright | Wendi Kenya      |
| Max Ballard        | Scott Vickaryous |
| Alex Pineda        | Kyle Alisharan   |
| Ashley Dupree      | Terri Colombino  |
| Denise Williams    | Persia White     |
| Kapitein Ballard   | Andrew Airlie    |
| Nigel Mumford      | Bernard Cuffling |

## Titelsong
Gezongen door Jeremy Sweet
Na na na na na hey hey 

Carry me away 

Na na na na na hey hey 

Carry me away
Life is a wave that comforts me, 

and carries me across the sea of hope 

And hope is a thing, 

that we can all have today
Na na na na na hey hey 

Carry me away 

Na na na na na hey hey 

Carry me away...

## Afleveringen
- 1: Sun Ahso Rises
- 2: Pranks For the Memories
- 3: Mayhem on the Orient Distress
- 4: Don't Get Curried Away
- 5: Kenya Dig It
- 6: Tomb With A View
- 7: Radio Daze
- 8: Beware of Geeks Baring Gifts
- 9: Belly of the Beast
- 10: Rooming Violations
- 11: Chateau L'Feet J'mae
- 12: Out With the Old...
- 13: Tamira is Another Day
- 14: For Pizza's Sake
- 15: Kissin' Cousins
- 16: The Caber Guy
- 17: When in Rome
- 18: Silence of the Lamborgini
- 19: All Seeing Bulls Eye
- 20: Squall's Well...
- 21: Lip-Synching Feeling
- 22: Yoo Hoo Mr. Palace Guard
- 23: Two Sean's Don't Make a Right
- 24: Tamira Has Two Faces
- 25: Swiss You Were Here
- 26: A Funny Thing Happened on the Way to the Post Office
- 27: Some You Win, Some You Luge
- 28: Stowing Pains
- 29: Moon Over Tamira
- 30: He Shoots, He Scores
- 31: Jimmy Behaving Badly
- 32: Regret Me Nots
- 33: New Kids on the Deck
- 34: Six Degrees of Humiliation
- 35: Don't Go Breakin' My Art
- 36: Worth Their Waste in Gold
- 37: Deck Files
- 38: Rasta La Vista
- 39: Max He Can Hat Dance
- 40: Kiss of the Shyer Woman
- 41: Lord of Butterflies
- 42: Chile Dog
- 43: Heartbreaker High
- 44: To Kill a MockingNerd